# Hannah Morrison
Hannah Morrison je nizozemská zpěvačka islandsko-skotského původu. V letech 1998 to 2003 studovala zpěv a hru na klavír na Maastrichtské konzervatoři. Ve studiu pokračovala na Hochschule für Musik und Tanz v Kolíně nad Rýnem a Guildhall School of Music and Drama u profesora Rudolfa Piernay.

## Vystoupení v Česku
- 2018 – Johann Sebastian Bach: Vánoční oratorium – Collegium 1704, Nederlands Kamerkoor, Hannah Morrison – soprán, Maarten Engeltjes – kontratenor, Benedikt Kristjánsson – tenor, Thomas Oliemans – bas, dirigent: Peter Dijkstra, Praha, Rudolfinum. 11. prosince 2018[2]
- 2019 - Georg Friedrich Händel: Izrael v Egyptě (Israel in Egypt, HWV 54), Collegium 1704, Collegium Vocale 1704, dirigent Václav Luks, Hannah Morrison - soprán, Helena Hozová - soprán, Benno Schachtner - alt, Krystian Adam - tenor, Tomáš Král - bas, Jaromír Nosek - bas, Praha, Rudolfinum. 12. března 2019.